# Heterixalus punctatus
Heterixalus punctatus – gatunek płaza bezogonowego z rodziny sitówkowatych (Hyperoliidae). Występuje endemicznie na Madagaskarze, gdzie zasiedla głównie otwarte przestrzenie. Dorasta do 2,3 cm długości i cechuje się białawym grzbietem pokrytym małymi czarnymi kropkami. Gatunek najmniejszej troski (LC) w związku z m.in. szerokim zasięgiem występowania.

## Wygląd
Mały gatunek płaza – dorasta do 2,2–2,3 cm długości. Grzbiet białawy z małymi czarnymi kropkami. Boki głowy są żółtawe. Stopy żółte. Brak zębów lemieszowych. 

## Zasięg występowania i siedlisko
Endemit. Występuje w środkowo-wschodniej i północno-wschodniej części Madagaskaru na wysokościach bezwzględnych 0–900 m n.p.m. Zasiedla głównie otwarte przestrzenie (rzadziej lasy tropikalne) oraz pola uprawne, głównie pola ryżowe.

## Rozród
Samce nawołują z bagien od grudnia do marca, a do rozrodu dochodzi w stałych i okresowych zbiornikach wodnych.

## Status
Gatunek najmniejszej troski (LC) w związku z szerokim zasięgiem występowania, dużymi rozmiarami populacji oraz zdolnościami do zasiedlania wielu rodzajów środowisk.